# 米拉贝洛
米拉贝洛（義大利語：Mirabello），是意大利费拉拉省的一个市镇。总面积16.12平方公里，人口3510人，人口密度217.7人/平方公里（2009年）。ISTAT代码为038016。